# 第1海軍管区 (ブラジル軍)
第1海軍管区（だい1かいぐんかんく、1º Distrito Naval）は、ブラジル海軍の管区の一つ。リオデジャネイロに本部を置く。

## 概要
海軍省の下部組織として1933年6月に開設される。かつてはリオデジャネイロ海軍廠を管轄していた。そのため旧式兵器の保管もしていた。

## 任務
- 陸上勤務者による海空作戦の支援。
- 他部隊隊員に対する管轄区域内における支援。
- 河川における交通管制。
- 河川湖沼における船舶の安全確保。
- 沿岸警備と水難救助。
- 大陸棚や内海における水産資源の調査や保全。
- 海軍軍人の家族に対する支援。
- 海軍とブラジル国民との間における海事にかかわる窓口業務。